# 福島県道331号熊の目浜崎線
福島県道331号熊の目浜崎線（ふくしまけんどう331ごう くまのめはまさきせん）は、福島県河沼郡湯川村にある一般県道である。

## 路線概要
- 起点：河沼郡湯川村大字熊の目字村西
- 終点：河沼郡湯川村大字湊字仲田
- 総延長：3.392km[1]
  - 実延長：総延長に同じ
- 路線認定年月日：1959年8月31日[2]

### 道路施設
粟の宮橋
- 全長：72.820m
  - 主径間：23.520m
- 幅員：6.0（10.0）m
- 形式：3径間PC単純プレテンT桁橋
- 竣工：1993年度

湯川村田川字村北から湊字藤沼に至り、一級水系阿賀川水系旧湯川が支流の溷川と合流した直後の地点を渡る。旧橋梁の老朽化と幅員狭小による冬期交通の支障を解消するために1991年より建設された。総工費は1億3100万円。

## 通過する自治体
- 河沼郡湯川村

## 接続・交差する道路
- 福島県道33号会津坂下河東線（熊の目字村西 起点）
- 福島県道326号浜崎高野会津若松線（湊字仲田 終点）

## 沿線
- 湯川村立勝常小学校